# City of London
Die City of London ist ein Distrikt und das historische und wirtschaftliche Zentrum der englischen Region Greater London. Der Bezirk wird oft einfach als The City oder Square Mile (Quadratmeile, entsprechend ihrer Flächenausdehnung) bezeichnet.
Die City of London ist der nach Fläche und Einwohnern kleinste Verwaltungsbezirk von London; als einziger Bezirk sui generis wird sie nicht zu den 32 London Boroughs gezählt und hat eine einzigartige lokale Verwaltungsbehörde: Die City of London Corporation untersteht mit dem lokalen Lord Mayor of London direkt dem britischen Monarchen und verfügt in mittelalterlicher Tradition über einige seit Jahrhunderten bestehende Ämter sowie über weitreichendere Befugnisse als gewöhnliche Bezirke wie z. B. Steuerfreiheit vom Vereinigten Königreich und die von Greater London unabhängige City of London Police. In der Praxis handelt es sich jedoch um eine den Boroughs analoge Bezirksverwaltung, die den Planungen der Greater London Authority untergeordnet ist. Während auf Verwaltungsebene in Greater London anders als in anderen Regionen keine Verwaltungsgrafschaften bestehen, existiert ferner die zeremonielle Grafschaft City of London, die von der zeremoniellen Grafschaft Greater London unabhängig ist.
Obwohl sie nur einige tausend Einwohner hat, halten sich werktags mehrere hunderttausend Angestellte in der City of London auf. Sie ist basierend auf ihrem Status als eigenständige Rechtseinheit einer der größten Finanzplätze der Welt (siehe auch Liste von Finanzplätzen mit weltweiter Bedeutung). Die City of London ist nicht nur eine zeremonielle Grafschaft, sie hat ihre eigene Form der Regierung, bei der die Mehrheit der Stimmen nicht auf Personen entfällt, sondern auf Unternehmen und Körperschaften.

## Ausdehnung

Stadtwappen der City of London

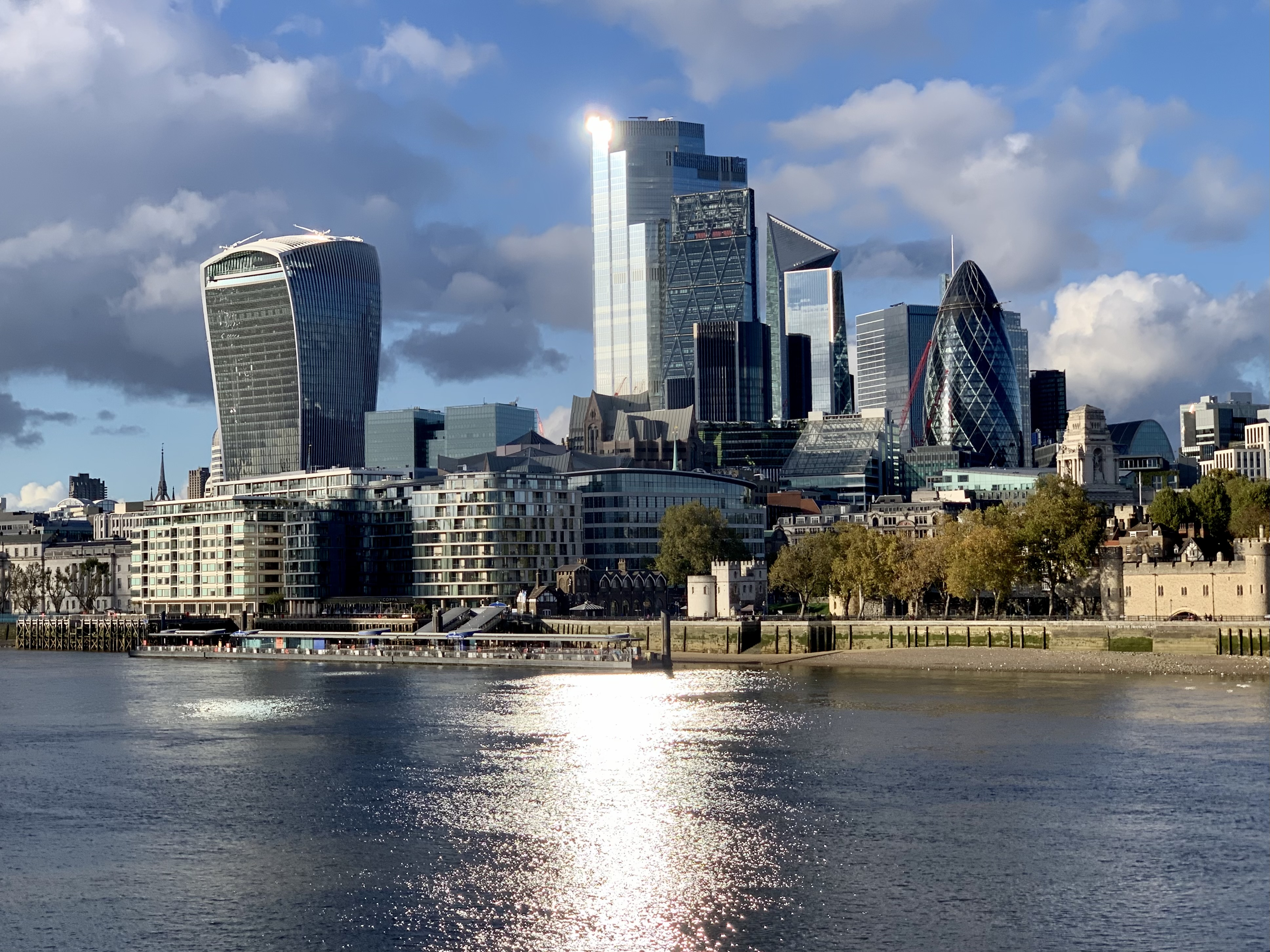
Skyline der City of London, 2020

Im Westen grenzt die City of London an die City of Westminster, im Nordwesten an Camden, im Norden an Islington, im Nordosten an Hackney, im Osten an Tower Hamlets und im Süden an die Themse und Southwark. Der Tower von London liegt entgegen der vorherrschenden Meinung nicht in der City, sondern knapp außerhalb in Tower Hamlets. Im Fluss verläuft die Grenze in der Mitte, mit Ausnahme der London Bridge und der Blackfriars Bridge, die in ihrer Gesamtheit von der City verwaltet werden.
Die City of London wurde einst durch den London Wall begrenzt. Diese Befestigungsanlage war bereits von den Römern errichtet worden, um die strategisch günstig gelegene Hafenstadt Londinium zu schützen. Die Mauer ist mittlerweile fast vollständig verschwunden, nur einzelne Abschnitte sind erhalten geblieben. Ein bedeutender Abschnitt beim Museum of London wurde am 29. Dezember 1940 bei Aufräumarbeiten nach einem deutschen Luftangriff entdeckt. Die früheren Stadttore waren Ludgate, Newgate, Aldersgate, Cripplegate, Bishopsgate und Aldgate.
Von 1550 bis 1899 gehörte der südlich der Themse gelegene Stadtteil Southwark unter der Bezeichnung Ward of Bridge Without ebenfalls zur City, heute liegt er im London Borough of Southwark. Im Laufe der Jahrhunderte blieben die Grenzen nördlich der Themse praktisch unverändert. 1993 wurden jedoch an einzelnen Stellen durch Tausch von Parzellen Bereinigungen vorgenommen, da die Grenzen aufgrund der urbanen Entwicklung nicht mehr überall sinnvoll waren. Insgesamt resultierte ein kleiner Flächenzugewinn.

## Besonderheiten

Wappenbanner der City of London

Ausdehnung der City of London; die Grenze vor 1993 ist rot markiert, Inner Temple und Middle Temple grün.

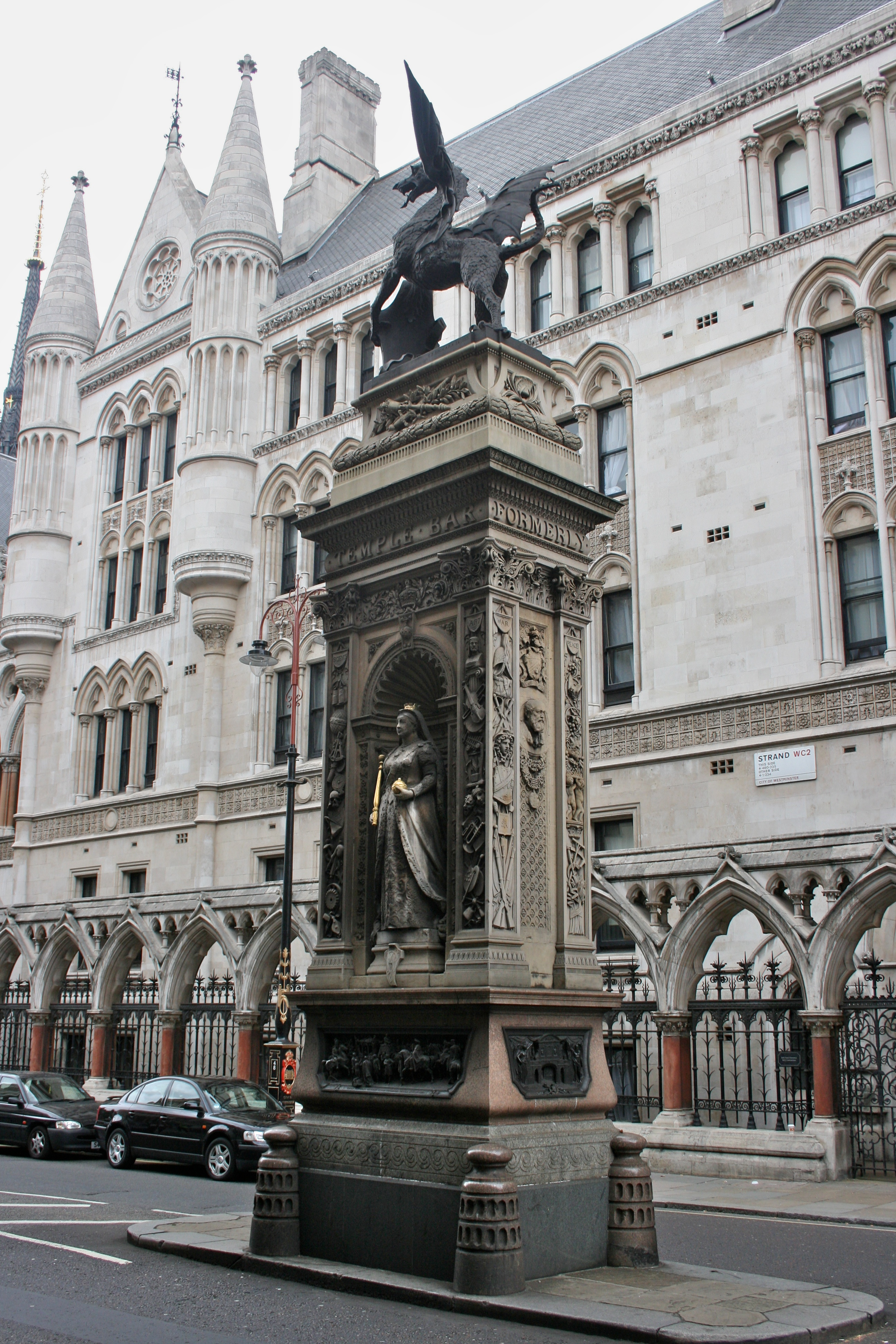
Grenzpunkt zu Westminster: Temple Bar, EC4

Die City of London hat einen besonderen politischen Status. Grund dafür sind die von der Krone über die Jahrhunderte verliehenen Privilegien, die bisher nicht aufgehoben oder grundlegend revidiert wurden. Die City wird durch die City of London Corporation verwaltet. Den Vorsitz der Corporation führt der Lord Mayor of London. Dieses Amt ist nicht mit jenem des Mayor of London zu verwechseln. Das Wahlverfahren für die Corporation entspricht nicht den üblichen demokratischen Prinzipien, da die Wirtschaftsvertreter einen überproportionalen Einfluss ausüben. Die City of London gliedert sich in 25 Wards.
Innerhalb der City befinden sich zwei rechtlich eigenständige Enklaven, der Inner Temple und der Middle Temple neben den Royal Courts of Justice. Sie sind zwar Teil der zeremoniellen Grafschaft, werden jedoch nicht von der Corporation verwaltet. Die City of London Corporation ist im Besitz zahlreicher Parks und Wälder in und um London. Dazu gehören Hampstead Heath und der größte Teil von Epping Forest. Sie besitzt drei Markthallen: den Smithfield-Markt innerhalb ihrer eigenen Grenzen sowie den Old Spitalfields Market und den Billingsgate Fish Market (deutsch Fischmarkt am Quai) im Stadtbezirk Tower Hamlets.
Seit der Regentschaft Elisabeth I. ist es Tradition, dass der jeweilige britische Monarch vor dem Betreten der City of London am Temple Bar ein Gesuch an den Lord Mayor of London stellt. Als Zeichen der Loyalität wird vom Lord Mayor daraufhin das Sword of State präsentiert. Allerdings hat der Lord Mayor nicht – wie manchmal vermutet – das Recht, dem Monarchen den Zutritt zur City zu verwehren.
Die City of London verfügt über eine eigene Polizeibehörde, die City of London Police (das übrige Stadtgebiet von Greater London fällt in die Kompetenz der Metropolitan Police). Die Corporation betreibt den City Bridge Trust, der den Unterhalt von fünf wichtigen Brücken übernimmt. Die Gesundheitsbehörde der City ist für die gesamten Hafenanlagen und auch für die Kontrolle importierter Waren im Flughafen Heathrow zuständig.

## Geschichte
| Jahr | Einwohner | Bevölkerungsdichte |
| ---- | --------- | ------------------ |
| 1700 | 208.000   | ca. 71.700 Ew./km² |
| 1750 | 144.000   | ca. 49.600 Ew./km² |
| 1801 | 128.129   | 44.182 Ew./km²     |
| 1841 | 123.563   | 42.608 Ew./km²     |
| 1881 | 50.659    | 17.469 Ew./km²     |
| 1901 | 26.846    | 9257 Ew./km²       |
| 1921 | 13.709    | 4727 Ew./km²       |
| 1951 | 5.324     | 1836 Ew./km²       |
| 1971 | 4.234     | 1460 Ew./km²       |
| 2011 | 7.375     | 2543 Ew./km²       |
| 2014 | 8.072     | 2783 Ew./km²       |
| 2016 | 9.401     | 3242 Ew./km²       |

Die City of London besitzt seit 886 das Recht zur Selbstverwaltung, als König Alfred der Große seinen Schwiegersohn Æthelred zum Gouverneur von London ernannte. Alfred sorgte dafür, dass die Händler aus Nordwesteuropa über genügend Unterkünfte verfügten. Dieses Angebot wurde später auf Händler aus dem Ostseeraum und Italien ausgedehnt. In der City entwickelte sich ein eigenes Rechtssystem für die Händler. Im 10. Jahrhundert gewährte König Æthelstan der City das Recht, acht Münzprägestätten zu betreiben. Dies war ein Zeichen besonderen Wohlstands, denn Winchester, die damalige Hauptstadt Englands, besaß lediglich sechs Münzprägestätten.
Nach der Schlacht bei Hastings im Jahr 1066 marschierte die Armee von Wilhelm dem Eroberer nach Southwark, konnte aber weder die London Bridge besetzen noch die Stadt erobern. Nach der Plünderung der umliegenden Gebiete durch die Normannen kapitulierte der angelsächsische Adel in Berkhamsted. Wilhelm belohnte die Standhaftigkeit der Londoner und erkannte im Jahr 1075 deren Privilegien mit einer königlichen Charta an. Die City of London war eine der wenigen Institutionen, in der die Angelsachsen einen gewissen Grad an Autorität beibehielten. Wilhelm ließ aber die Festungen Tower of London, Baynard’s Castle und Montfitchet Castle errichten, um die Stadt zu kontrollieren.
König Heinrich I. verlieh London 1132 den Status einer County (Grafschaft). 1141 entstand der Vorläufer der City of London Corporation. Die Stadt wurde 1212 durch einen Stadtbrand teilweise, 1666 bei einem weiteren Großbrand, dem großen Brand von London, zu 80 % zerstört.
Während des 19. und fast des gesamten 20. Jahrhunderts nahm die Bevölkerungszahl der City stetig ab, da viele Wohnhäuser abgerissen wurden, um Platz für Bürogebäude zu schaffen. In den 1970er Jahren wurden zahlreiche Hochhäuser errichtet. Der 1980 fertiggestellte, 183 m hohe Tower 42 (früher NatWest Tower) ist der erste Wolkenkratzer Großbritanniens.
Margaret Thatchers neoliberale Deregulierung der Londoner City – berühmt wurde der Big Bang Day am 27. Oktober 1986 – hatte gewaltige Konsequenzen und verwandelte das Finanzkapital in eine bedeutsame Kraft. Nach der Deregulierung haben die US-Investmentbanken ihr Personal in London deutlich aufgestockt. So beschäftigte Goldman Sachs 1984 an der Themse gerade einmal 140 Mitarbeiter; 1988 waren es bereits 800 und 2013 waren es 6000.
Seit Beginn der 1990er Jahre nimmt die Bevölkerungszahl wieder leicht zu; es ist jedoch nicht anzunehmen, dass sie stark über 10.000 steigen wird. Neuer Wohnraum wird vor allem in Geschäftshäusern aus der ersten Hälfte des 20. Jahrhunderts geschaffen, die den Ansprüchen großer Unternehmen nicht mehr genügen. Das größte Wohngebiet der City ist das Barbican Estate, ein ausgreifender Komplex brutalistischer Architektur, das mit dem Barbican Centre eines der bedeutendsten Kulturzentren Londons beheimatet. Um den Platzbedarf der Finanzindustrie zu decken, sind neue Wolkenkratzer geplant, wie z. B. das mittlerweile fertiggestellte Projekt 22 Bishopsgate.

## Bevölkerung
Die Bevölkerung setzt sich aus 78,5 % Weißen (57,5 % Briten, 2,4 % Iren, 18,6 % andere Weiße), 12,7 % Asiaten (2,9 % Inder, 0,2 % Pakistaner, 3,1 % Bangladescher, 3,6 % Chinesen, 2,9 % andere Asiaten), 3,9 % Schwarzen (1,3 % Afrikaner, 0,6 % Karibiker, 0,7 % andere Schwarze), 0,9 % Araber, und 3,9 % Gemischten zusammen.

## Sehenswürdigkeiten
- St Paul’s Cathedral
- Guildhall
- Bank of England
- Old Bailey
- Royal Exchange
- Mansion House
- London Wall
- Museum of London
- Monument
- College of Arms
- St. Bartholomew-the-Great-Klosterkirche
- Mithras-Tempel (römische Ruinen)
- The Gherkin
- Fen Court mit öffentlich zugänglichen Dachgarten
- Temple Church
- verschiedene Märkte, unter anderem Leadenhall Market

direkt angrenzend:
- Tower of London
- Royal Mint